# Chakeri
Chakeri è una suddivisione dell'India, classificata come census town, di 8.580 abitanti, situata nel distretto di Kanpur Nagar, nello stato federato dell'Uttar Pradesh. In base al numero di abitanti la città rientra nella classe V (da 5.000 a 9.999 persone).

## Geografia fisica
La città è situata a 26° 22' 08 N e 80° 24' 51 E.

## Società

### Evoluzione demografica
Al censimento del 2001 la popolazione di Chakeri assommava a 8.580 persone, delle quali 4.727 maschi e 3.853 femmine. I bambini di età inferiore o uguale ai sei anni assommavano a 1.109, dei quali 668 maschi e 441 femmine. Infine, coloro che erano in grado di saper almeno leggere e scrivere erano 7.177, dei quali 4.001 maschi e 3.176 femmine.